# تشغارتشوئية (بزنجان)
تشغارتشوئیة (بالفارسية: چغارچوئیه) هي قرية تقع في إيران في قسم بزنجان الريفي. يقدر عدد سكانها بـ 576 نسمة .